# Opaal

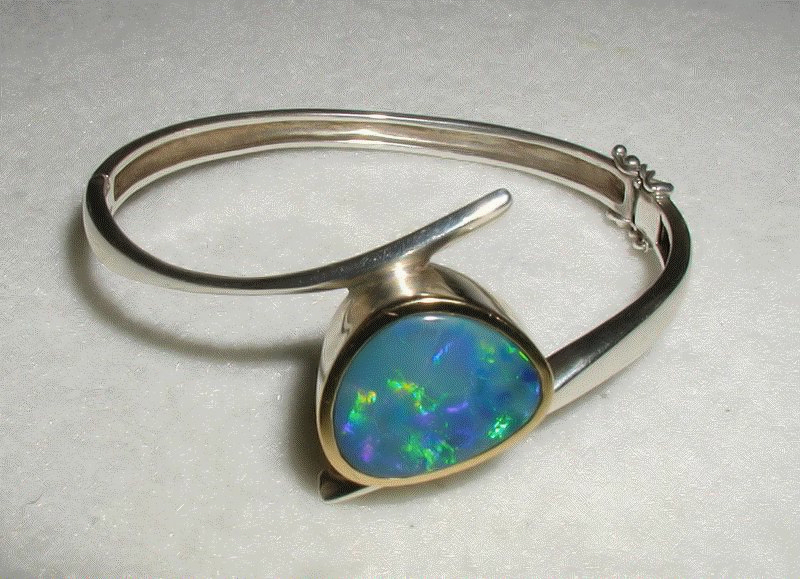
Een armband met een opaal

Opaal is een amorfe mineraloïde met de formule SiO2·nH2O, gehydrateerd siliciumdioxide met een waterpercentage van soms wel 20%. Opaal kan kleurloos zijn, wit, melkachtig blauw, grijs, rood, geel, groen, bruin en zwart.
Men maakt onderscheid tussen de glinsterende edelopalen, de geelrode vuuropalen en de gewone opalen. Hun fysische eigenschappen vertonen belangrijke verschillen. Vaak kunnen veel van deze kleuren meteen worden gezien, veroorzaakt door interferentie van licht dat door minieme, regelmatig gerangschikte openingen binnen de microstructuur van het opaal gaat, bekend als de kristalstructuur. Deze openingen worden met secundair kiezelzuur gevuld en vormen tijdens verharding dunne lamellen binnen het opaal. Dit kleurenspel wordt opalescentie genoemd.
Opaal is van het woord upala uit het Sanskriet afgeleid, dat edelsteen betekent.

## Geschiedenis
Opaal wordt al sinds de oudheid als edelsteen bewerkt. Aanvankelijk werd het voor de vervaardiging van primitieve werktuigen gebruikt, later voor siervoorwerpen. Opaal werd al gebruikt door de Assyriërs, Babyloniërs en Romeinen. Edelopaal behoorde tot de geheimzinnigste stenen. Traditioneel gold het als een steen die ongeluk brengt, vooral voor mensen die de steen niet goed reinigden. De edelopaal die Plinius heeft beschreven is afkomstig uit de afzettingen van Dubník in Slowakije, die in die tijd al werden ontgonnen. Men schreef deze steen magische krachten toe: hij zou helpen tegen melancholie, kalmeerde de zenuwen, genas het hart, beschermde tegen zorgen, herstelde het gezichtsvermogen en gaf de ogen opnieuw glans.

## Synthetische productie
Naast natuurlijk voorkomend opaal, wordt opaal op allerlei verschillende manieren vervaardigd, experimenteel en commercieel. Het resulterende materiaal is te onderscheiden van natuurlijk opaal door zijn regelmaat: onder vergroting is te zien dat de flarden van kleur in een patroon als van een hagedishuid of kippegaas zijn gerangschikt. Synthetische opalen worden verder onderscheiden van natuurlijk opaal door het gebrek van de eerstgenoemde aan fosforescentie onder UV-licht. Tevens zijn synthetische opalen over het algemeen lager in dichtheid en zijn vaak hoogst poreus, sommige kunnen zelfs aan de tong plakken.
Twee opmerkelijke producenten van synthetisch opaal zijn de bedrijven Kyocera en Inamori in Japan. De meeste zogenaamde synthetische opalen worden echter correcter imitaties genoemd, aangezien ze een substantie, bijvoorbeeld plasticstabilisatoren, bevatten die niet in natuurlijk opaal worden gevonden. De Gilson-opalen, die vaak in uitstekende juwelen worden gezien, zijn eigenlijk imitaties, bestaande uit gelamineerd glas met gestrooide beetjes folie.

## Materiaaleigenschappen
Opaal is bros en reageert gevoelig op grote temperatuurschommelingen. Het reinigen geschiedt met zeepwater en niet met ultrasoon geluid of stoom om schade zoals breuk te voorkomen.

## Edelopaal

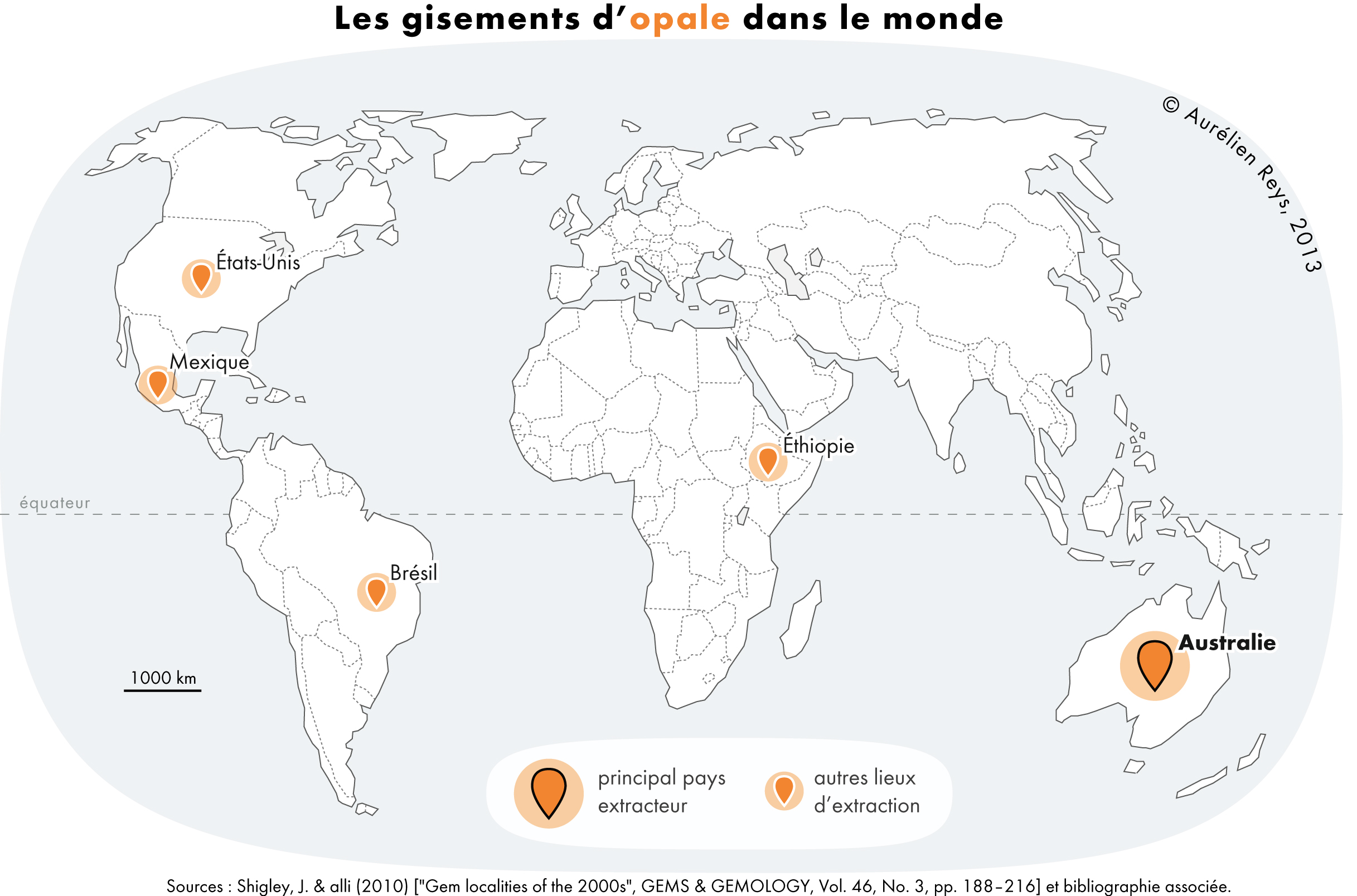
Belangrijkste opaal producerende landen

Edelopaal is de naam voor enkele varianten. Opaal valt echter niet onder de definitie van edelstenen.
- Witte opaal : edelopaal met witte of lichtgetinte grondkleur en een bont kleurenspel
- Zwarte opaal : edelopaal met donkergrijze, donkerblauwe, donkergroene of grijszwarte grondkleur. Pikzwart is zeldzaam en zwarte opalen zijn exclusiever dan witte opalen.
- Opaalmatrix : bandachtige vergroeiing of schubachtige ingroeiing van edelopaal met of in het moedergesteente
- Boulderopaal : edelopaal met de donkerste ondergrond, kleurenspel en hoge vastheid. Deze komt als steengruis voor, waar opaal holle ruimten opvult.
- Harlekijnopaal : doorzichtig tot doorschijnend edelopaal met opvallende segmentachtige kleureffecten en behoort tot de meest geliefde opalen
- Jellyopaal : blauwachtig groen edelopaal met beperkt kleurenspel.
- Chrystalopaal : slechts weinig rode reflecties op kleurloze, glazen ondergrond
- Girasol : bijna kleurloos, doorzichtig edelopaal met blauwachtige lichtschijn

## Vuuropaal

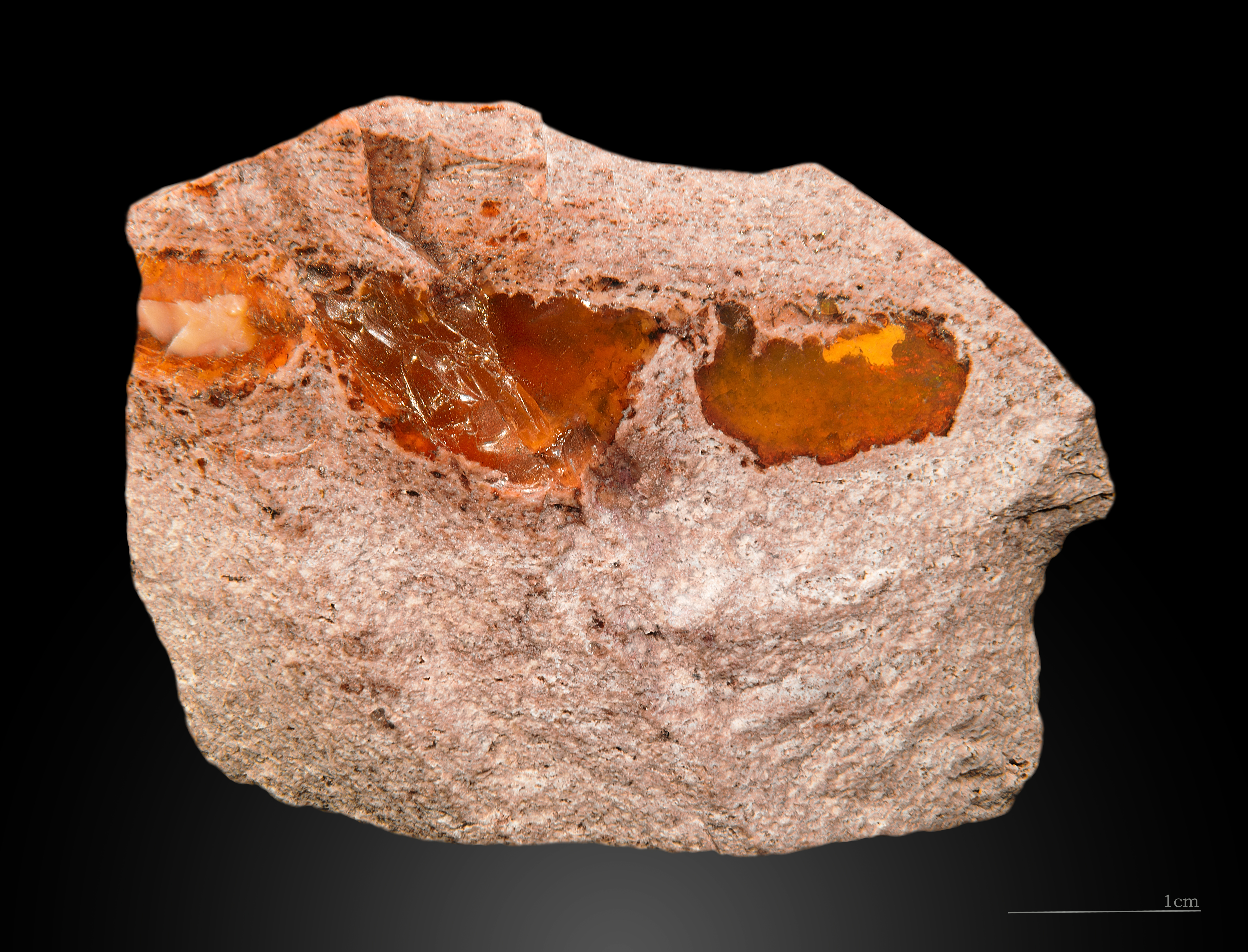
Vuuropaal

Vuuropaal is naar de oranje kleur genoemd en vertoont meestal geen opalescentie. Dit komt zelden voor en is meestal melkachtig troebel. De beste kwaliteiten zijn helder doorzichtig en worden gefacetteerd. Ze zijn gevoelig voor elke vorm van druk.

## Gewone opaal
- Agaatopaal : agaat met lichte en doorzichtige opaallagen
- Houtopaal : geel- of bruinachtig opaal als versteend hout
- Angel skin-opaal : misleidende benaming voor de opaalachtige palygorskiet, een ondoorzichtige, witachtige tot rozekleurige silicaatmineraal
- Honingopaal : honinggeel, doorschijnend opaal
- Hyaliet : kleurloos glashelder opaal met sterke glans
- Hydrofaan : door waterverlies troebel geworden melkopaal, door opname van water wordt het doorschijnend en vertoont opalescentie
- Cascholong : porseleinachtig, melkwit opaal met grijze, geelachtige en roodachtige kleuren en parelmoerglans
- Melkopaal : doorschijnend witachtig, vaak met roodachtige waas
- Porceleinopaal : wit, ondoorzichtig melkopaal
- Mosopaal : melkopaal met donkere dendrieten
- Prasopaal : appelgroen opaal, vervanging voor chrysopraas
- Wasopaal : geelbruin opaal met wasachtige glans

## Trivia
- De kust van Frankrijk langs het Nauw van Calais heet de Opaalkust.
- Het opaal is de officiële edelsteen van Zuid-Australië.